# Свободное государство Мекленбург-Штрелиц
Свободное государство Мекленбург-Штрелиц (нем. Freistaat Mecklenburg-Strelitz) — свободное государство, образованное на месте великого герцогства Мекленбург-Стрелиц после ноябрьской революции 1918 года в Германии, одна из земель Германии в 1918—1933 годах.

## История
14 ноября 1918 года великий герцог Мекленбург-Шверина Фридрих Франц IV, правивший Мекленбург-Стрелицем как регент вместо Карла Михаила, отрёкся от престола. 27 ноября 1918 года Земельная конференция рабочих и солдатских депутатов (Landeskonferenz der Arbeiter- und Soldatenräte), избравший Центральный рабочий и солдатских совет Мекленбург-Стрелица (zentrale Arbeiter- und Soldatenrates für Mecklenburg-Strelitz). 
Избранное 15 декабря 1918 года Конституционное Собрание (Verfassunggebenden Versammlung), приняло 29 января 1919 года конституцию превратившую Мекленбург-Штрелиц в парламентскую демократию. Сохранялась многопартийная система — самой влиятельной партией в Мекленбург-Шверин являлась НННП, второй по влиятельности СДПГ. 
Мекленбург-Стрелиц с конца 1920-х годов вёл с Пруссией переговоры о присоединении к ней, которые, тем не менее, не были завершены. Правительство Мекленбург-Штрелица попыталось через Верховный суд добиться соглашения с правительством Мекленбург-Шверина относительно прав собственности на бывшие герцогские владения, но попытка не увенчалась успехом; более того, Мекленбург-Шверин возобновил спор двухсотлетней давности, возбудив в Верховном суде Германской империи дело о незаконности выделения в 1701 году Мекленбург-Стрелица в отдельное герцогство. 
В 1933 году была введена однопартийная система. 1 января 1934 года Мекленбург-Штрелиц и Мекленбург-Шверин были соединены в землю Мекленбург.

## Административное деление
Территория Свободного государства Мекленбург-Стрелиц делилась на амты:
- Стрелиц
- Штаргард
- Шёнберг

## Система управления
Законодательный орган — земельное собрание (Landtag), состоявшее из 25 депутатов, избиравшиеся народом по пропорциональной системе сроком на 4 года, постоянно-действующий орган — земельный комитет (Landesausschuß), состоявший из семи членов, избиравшихся земельным собранием, исполнительный орган — государственное правительство (Staatsministerium), состоявший из государственных министров (Staatsminister), назначавшиеся председателем земельного собрания и нёсший ответственность перед земельным собранием.

## Правовая система
Суды первой инстанции — Земельный суд Нойстрелица (Landgericht Neustrelitz) и Земельный суд Нойбранденбурга (Landgericht Neubrandenburg).